# Resurrection (Twista)
Resurrection è il secondo album in studio del rapper statunitense Twista, pubblicato nel 1994.

## Tracce
1. Da Resurrection (Intro)
2. Suicide (Remix)
3. Animosity Kills
4. Street Paranoia
5. Re-act With a Mic (featuring Dres)
6. Scat Like Dat
7. Return
8. Dirt on the Down Low
9. Shadow Boxin'
10. All About the Papes
11. One Shot, One Kill (featuring  B-Hype & Speedknot Mobstaz)
12. Suicide (Original Version)